# 華盛頓 (內布拉斯加州)
華盛頓（英語：Washington）是位於美國內布拉斯加州華盛頓縣的村。

## 人口
根據2020年美國人口普查的數據，華盛頓的面積為0.53平方千米，皆為陸地。當地共有人口129人，而人口密度為每平方千米243人。